# Sverdlovskij rajon (Oblast' di Orël)
Lo Sverdlovskij rajon (in russo Свердловский район?) è un rajon dell'Oblast' di Orël, nella Russia europea, il cui capoluogo è Zmiëvka. Istituito nel 1928, ricopre una superficie di 1064 chilometri quadrati.